# Agapetus murinus
Agapetus murinus är en nattsländeart som först beskrevs av Barnard 1934.  Agapetus murinus ingår i släktet Agapetus och familjen stenhusnattsländor. Inga underarter finns listade i Catalogue of Life.